# Place du Vingt-Août
La place du Vingt-Août est une artère liégeoise qui relie la place Cockerill au quai van Hoegaerden et au quai Roosevelt.

## Toponymie
Anciennement place des Jésuites, qui abritait le Collège en Isle, puis place du Lycée et place de l'Université au XIXe siècle, le nom actuel lui est donné après la Première Guerre mondiale et commémore les exactions commises par l'armée impériale allemande du 5 au 26 août 1914 : à Liège, dans la soirée du 20 août, 15 civils, choisis au hasard, sont fusillés sur la place, détruite ensuite par les flammes. Deux Liégeoises meurent également à la suite de l’incendie de leur immeuble. Le bâtiment de la Société libre d’Émulation et sa bibliothèque partent en fumée et les locaux de l'université sont saccagés et pillés. Une plaque, en mauvais état, est apposée sur le mur de l'Université  et donne les noms des victimes.
Le 16 octobre 2013, le Recteur de l'Université de Liège, Bernard Rentier, proposa de débaptiser la place, un siècle de commémoration lui semblant suffisant. 

## Art public
Depuis 1893, la nouvelle façade du bâtiment central de l'université de Liège de la place du Vingt-Août est agrémentée de six sculptures en bronze, allégories des enseignements de l’Université :
Au-dessus de l'entablement de l'entrée, quatre figures masculines allégoriques représentent :
- Le Droit, d'Alphonse de Tombay, doté d’une plume et d’un rouleau
- La Philosophie, de Léon Mignon, tenant un livre en main et son menton de l’autre en signe de réflexion
- Les Mathématiques, de Joseph Pollard, avec une sphère et un compas
- La Médecine, de Hippolyte Leroy, reconnaissable à son caducée.

Et au premier étage, deux figures féminines allégoriques représentent :
- L’Étude, de Maurice de Mathelin, dans la niche de gauche avec une feuille de papier et une plume.
- Les Arts et Manufactures, soit les techniques, de Jules Lagae, dans la niche à droite de l’entrée identifiables par les attributs de la roue et du marteau,

### Statue d'André Dumont
Trois ans après la mort d'André Dumont, un comité propose à la Ville de Liège d'élever un monument en hommage à l’homme de sciences. Sous une forme réaliste, le sculpteur Louis-Eugène Simonis immortalise en 1866 André Dumont, vêtu de la robe professorale, indiquant de la main droite les richesses géologiques du sol et tenant une carte roulée dans l’autre main ; une lampe, allusion au travail dans la mine, est déposée aux pieds du savant. La statue du scientifique est judicieusement érigée devant l’Université, à l’emplacement de celle de Grétry, transférée place de l'Opéra.

### Le Phylactère
Dans le cadre du projet Art Public Liège 2020, l'artiste Emilio López-Menchero a produit une sculpture nommée "Phylactère" se trouvant sur la place du Vingt-Août. 

## Riverains
- Bâtiment central de l'université de Liège (l'extérieur et l'intérieur de la Salle académique sont classés au Patrimoine immobilier exceptionnel de la Région wallonne).
- Bâtiment de l'Émulation (architecte Julien Koenig, 1934), classé au Patrimoine immobilier de la Région wallonne. Repris par la ville de Liège, des travaux de rénovation et d'adaptation y débutent en janvier 2011 (architectes Pierre Hebbelinck et Pierre De Wit). Le bâtiment accueille depuis octobre 2013 le Théâtre de Liège, anciennement théâtre de la Place.
- Résidence André Dumont, renommée en Meuse Campus en 2013 à la suite de sa réhabilitation[7].

## Folklore
La place est le cadre de deux manifestations du folklore estudiantin liégeois : la Saint-Torè et la Saint-Nicolas.

## Rues adjacentes
- Rue des Carmes
- Rue Charles Magnette
- Rue des Croisiers
- Place Cockerill
- Rue du Méry
- Quai Paul van Hoegaerden
- Quai Roosevelt
- Rue de l'Université